# Reportería gráfica

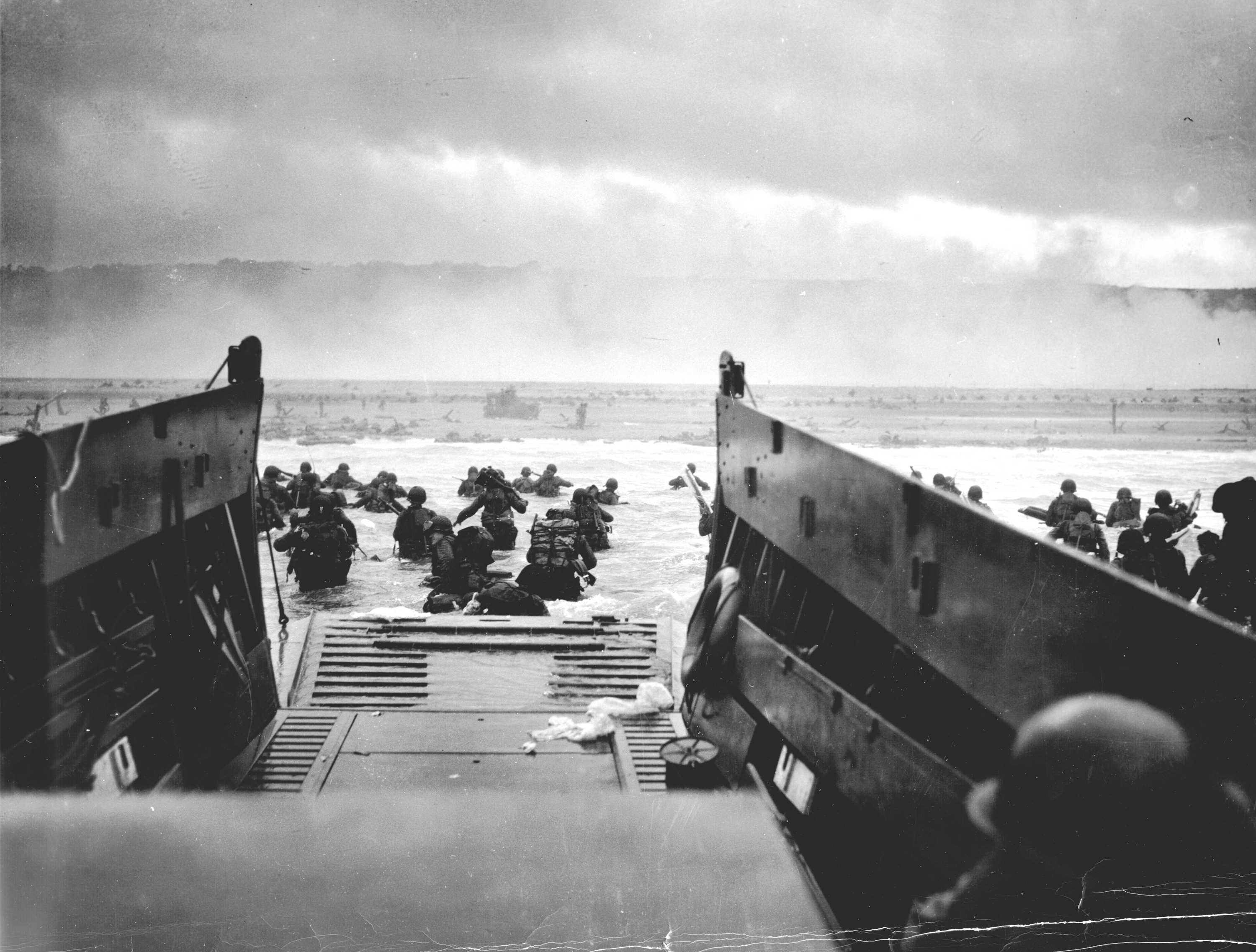
Una de las primeras olas de desembarco en la playa Omaha fotografiada por Robert F. Sargent.

La reportería gráfica es una forma particular del reportaje (la recolección, edición y presentación de material noticioso para publicación o transmisión) que trata de crear imágenes para contar una historia noticiosa. Usualmente se refiere solo a imágenes estáticas y en algunos casos al video usado en transmisiones de noticias. La Reportería gráfica se diferencia de otros tipos de fotografía (tales como la fotografía documental, fotografía callejera o fotografía de celebridades) por sus cualidades de:
- Temporalidad — Las imágenes tienen significado en el contexto de un registro de eventos publicado.

- Objetividad — La situación mostrada en las imágenes es una presentación justa y objetiva de los eventos ocurridos tanto en contenido como en tono.

- Narrativa — Las imágenes se combinan con otros elementos noticiosos para relatar los hechos claramente a cualquier público.

El reportero gráfico debe tener un amplio manejo técnico de su equipo, para poder tomar decisiones instantáneas al cubrir un evento.